# Konk
Konk è il secondo album della band indie rock britannica The Kooks, pubblicato in Europa l'11 aprile 2008. Prende il nome dai Konk Studios, di proprietà di Ray Davies, dove l'album è stato inciso.
È stato anche pubblicato in una versione composta da due dischi, il secondo dei quali è stato chiamato "RAK" in onore dei RAK Studios dove è stato registrato. In questa edizione la copertina è pressoché identica all'altra, ma cambia il colore della scritta "Konk", che è rossa. Il primo singolo lanciato sul mercato è stato Always Where I Need to Be,mentre il secondo estratto è stato Shine on.

## Tracce
1. See The Sun – 3:36
2. Always Where I Need To Be – 2:41
3. Mr. Maker – 3:00
4. Do You Wanna – 4:06
5. Gap – 4:00
6. Love It All – 2:50
7. Stormy Wheather – 4:01
8. Sway – 3:36
9. Shine On – 3:14
10. Down To The Market – 2:27
11. One Last Time – 2:38
12. Tick Of Time - 4:25 (la canzone termina a 3:25, a seguire un minuto di silenzio)
13. All Over Town (bonus track) – 3:14
14. Bad Taste In My Mouth (bonus track di iTunes) - 3:27
15. Vicious (bonus track ordinabile da iTunes) - 3:23

### Tracce tratte dal secondo discoRAK
1. Watching the Ships Roll In – 3:21
2. Eaten By Your Lover – 1:05
3. No Longer – 3:44
4. Fa La La – 3:01
5. Nothing Ever Changes – 2:15
6. By My Side – 2:47
7. Hatful of Love – 3:32
8. See the Sun (versione alternativa) – 2:03
9. Brooklyn (demo) – 2:25

## Formazione
- Luke Pritchard - voce
- Hugh Harris - chitarra
- Pete Denton - chitarra ritmica
- Max Rafferty - basso
- Paul Garred - batteria